# 金黃紅菇
金黃紅菇（學名：Russula aurea），俗稱鍍金脆褶（gilded brittlegill），是一種擔子菌門真菌，隸屬於俗稱脆褶（Brittlegill）的紅菇屬。這種真菌並不常見，並且主要在夏季至初秋期間歐洲的落葉林中出現。與其他紅菇屬真菌不同，這種真菌是可供食用的，並且有著淡淡的味道。

## 分類
金黃紅菇最早是由南非真菌學家克里斯蒂安·亨德里克·珀森於1796年描述的，其學名即為現今的學名。而其異名包括由英國博物學家威廉·威瑟於1801年給予的金黃傘菌（Agaricus auratus）和瑞典真菌學家伊利阿斯·马格努斯·弗里斯於1838年給予的鍍金紅菇（Russula aurata） 。其學名中的源自拉丁文，意思是「黃金」，指的是其顏色。

## 描述
金黃紅菇的菌蓋直徑約為4–9厘米（1.6–3.6英寸），呈血紅色或橙紅色，且有著脊狀的邊緣。在潮濕時，其表面會具粘性。起初呈凸面狀，但隨著年齡增加會漸漸變成扁平狀或下陷狀。其菌褶之間的間隔很大，呈赭色，邊緣呈黃色，並且是自由下垂的或連生的。其菌柄高3–8厘米（1.4–3.2英寸），厚1–2.5厘米（0.4–1英寸），呈圓柱形，其顏色呈白色、奶油或金黃色。其脆弱的菌肉呈黃色，並且有著淡淡的味道。其孢子印呈赭色，而其橢圓形擔孢子的大小則為7.5–9 x 6–8微米。

### 類似物種
大紅菇、毒红菇和高貴紅菇的外形均與金黃紅菇相似，但金黃紅菇獨特的金黃色令到人們容易分辨之。

## 分佈及生境
金黃紅菇廣泛地分佈於歐洲，但土耳其東部也有這種真菌出現的紀錄。這種真菌主要於夏季到早秋期間在落葉林中出現，並且通常在山毛櫸、橡樹和榛樹下生長。

## 可食性
與其他並不可供食用的，有著辛辣味道的紅菇屬真菌不同，金黃紅菇有著淡淡的味道，並且沒有任何有毒成分，因此是可供食用的。

## 外部連結
- 金黃紅菇 - 真菌指數討論區 （页面存档备份，存于）
- 金黃紅菇的照片 （页面存档备份，存于）